# Paweł Zawistowski
Paweł Zawistowski (Łódź, 4 giugno 1984) è un calciatore polacco, centrocampista dell'SMS Łódź.

## Carriera

### Club

#### Znicz Pruszków
Debutta con il Znicz Pruszków l'11 agosto 2007 nella vittoria fuori casa per 2-4 contro l'ŁKS Łomża.

#### Jagiellonia Białystok
Debutta con lo Jagiellonia Białystok il 30 agosto 2008 nella vittoria casalinga per 2-0 contro il Piast Gliwice.
Segna il suo primo gol in Puchar Ligi con lo Jagiellonia Białystok il 2 settembre 2008 nella vittoria fuori casa per 1-4 contro il ŁKS Lódz.
Segna il suo primo gol in campionato con lo Jagiellonia il 3 ottobre 2008 nel pareggio casalingo per 2-2 contro lo Śląsk Breslavia.
Segna l'ultimo gol con lo Jagiellonia il 5 aprile 2009 nella vittoria casalinga per 4-0 contro il ŁKS Lódz, partita dove mette a segno una doppietta.
Il 15 maggio 2010 gioca l'ultima partita nello Jagiellonia Białystok, nella sconfitta per 2-0 contro il Lechia Danzica, dove subentra al 90' a Bruno Coutinho.

#### Arka Gdynia
Debutta con l'Arka Gdynia l'8 agosto 2010 nella sconfitta fuori casa per 1-0 contro il Wisla Cracovia, dove viene sostituito al 77' da Rafał Siemaszko.
Segna l'unico gol con l'Arka Gdynia il 6 novembre 2010 nella vittoria casalinga per 2-1 contro il Korona Kielce.
Gioca l'ultima partita con l'Arka Gdynia il 25 maggio 2011 nella sconfitta fuori casa per 2-5 contro il Legia Varsavia, quando subentra al 52' a Wojciech Wilczyński.

#### Zawisza Bydgoszcz
Debutta con il Zawisza Bydgoszcz il 23 luglio 2011 nel pareggio casalingo per 1-1 contro il Sandecja Nowy Sącz.
Segna il suo primo gol con lo Zawisza il 20 agosto 2011 nella vittoria casalinga per 2-1 contro il Ruch Radzionków.

## Palmarès

### Club

#### Competizioni nazionali
- Coppa di Polonia: 1

Jagiellonia: 2009-2010